# Athena (Helsinki)
Pour les articles homonymes, voir Athena (homonymie).
Athena est un bâtiment de l’université d'Helsinki construit sur Siltavuori à Helsinki en Finlande.
Athena abritait à l'origine le département d'anatomie et il est aujourd'hui utilisé par la faculté d'éducation (fi) dans le cadre du campus du centre-ville d'Helsinki,.

## Présentation
Le bâtiment dont la construction s'est achevée en 1928 est représentatif du classicisme nordique typique des années 1920. Il a été conçu par les frères architectes Toivo Paatela et Jussi Paatela. 
Toivo Paatela et le professeur Yrjö Kajava étaient responsables de l'intérieur du bâtiment et de la supervision de la construction. 
Le bâtiment a été rénové à deux reprises, dans les années 1960 et 2010. Le bâtiment n'a reçu le nom d'Athena que lors de cette dernière rénovation.
Au total, 5 projets ont participé au concours d'architectes pour la conception du bâtiment.
Parmi les propositions le projet Asis des frères Paatela a été définitivement jugé comme le meilleur.
La construction a commencé en 1927 et l'emménagement a eu lieu à l'automne 1928.
Les éléments centraux du bâtiment sont les amphithéâtres courbes, appelés théâtres anatomiques, qui étaient requis dans le programme du concours d'architecture, car il en existait d'autres similaires dans d'autres départements d’anatomie ailleurs en Europe. Le bâtiment dispose, entre autres, d'une salle de conférence en forme d'amphithéâtre de sept mètres de haut, au-dessus de laquelle se trouve une ancienne salle de microscopes.
Au premier étage du bâtiment, des espaces sont réservés à la manipulation et au stockage des cadavres. Il y a aussi une petite chapelle en relation avec les salles de traitement et la morgue, où les défunts ont été bénis pour servir la science. Le plafond et les murs de la chapelle présentent des fresques dessinées par le frère des architectes Oskari Paatela.

## Galerie

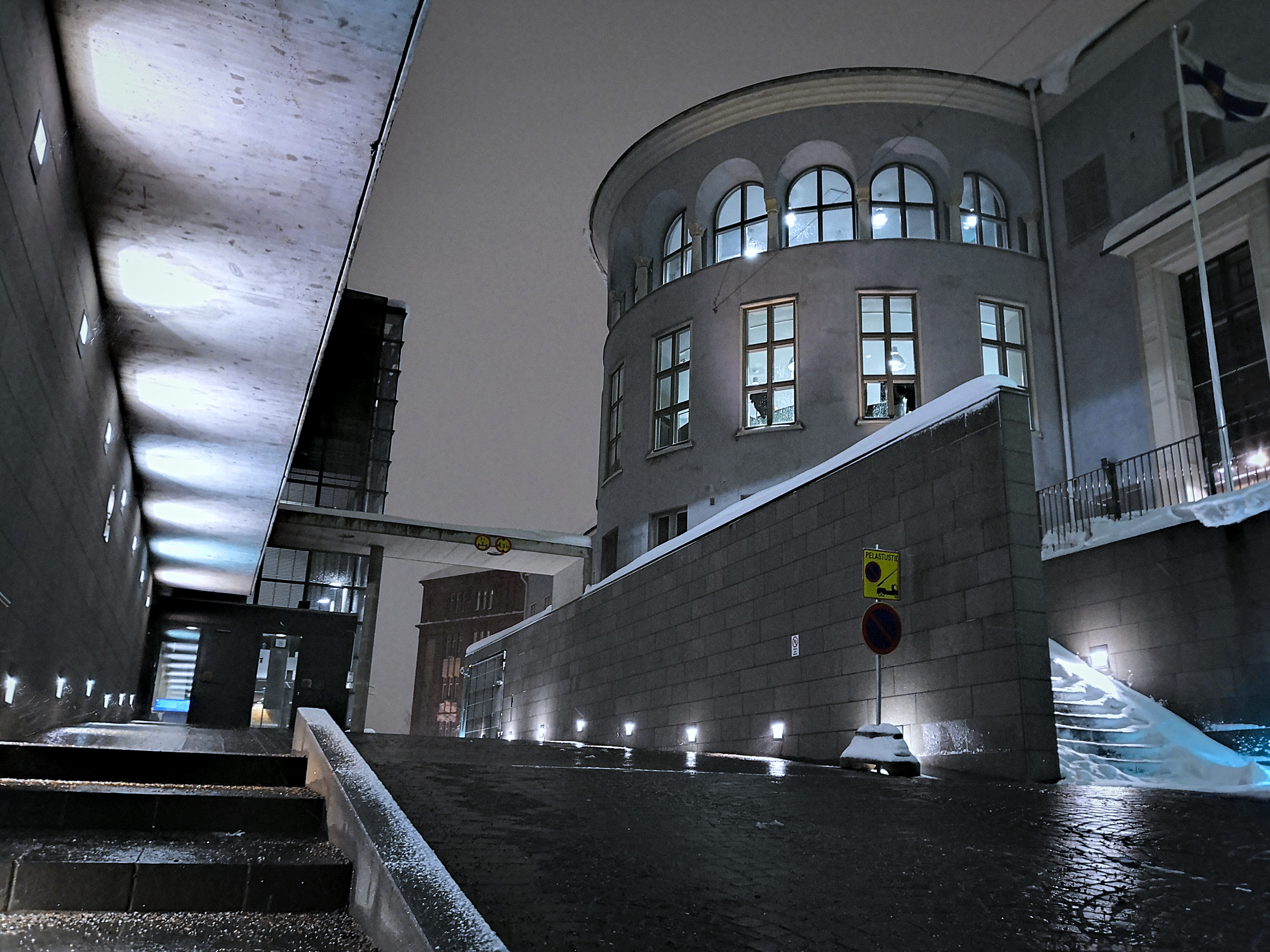
Nuit sur le bâtiment.
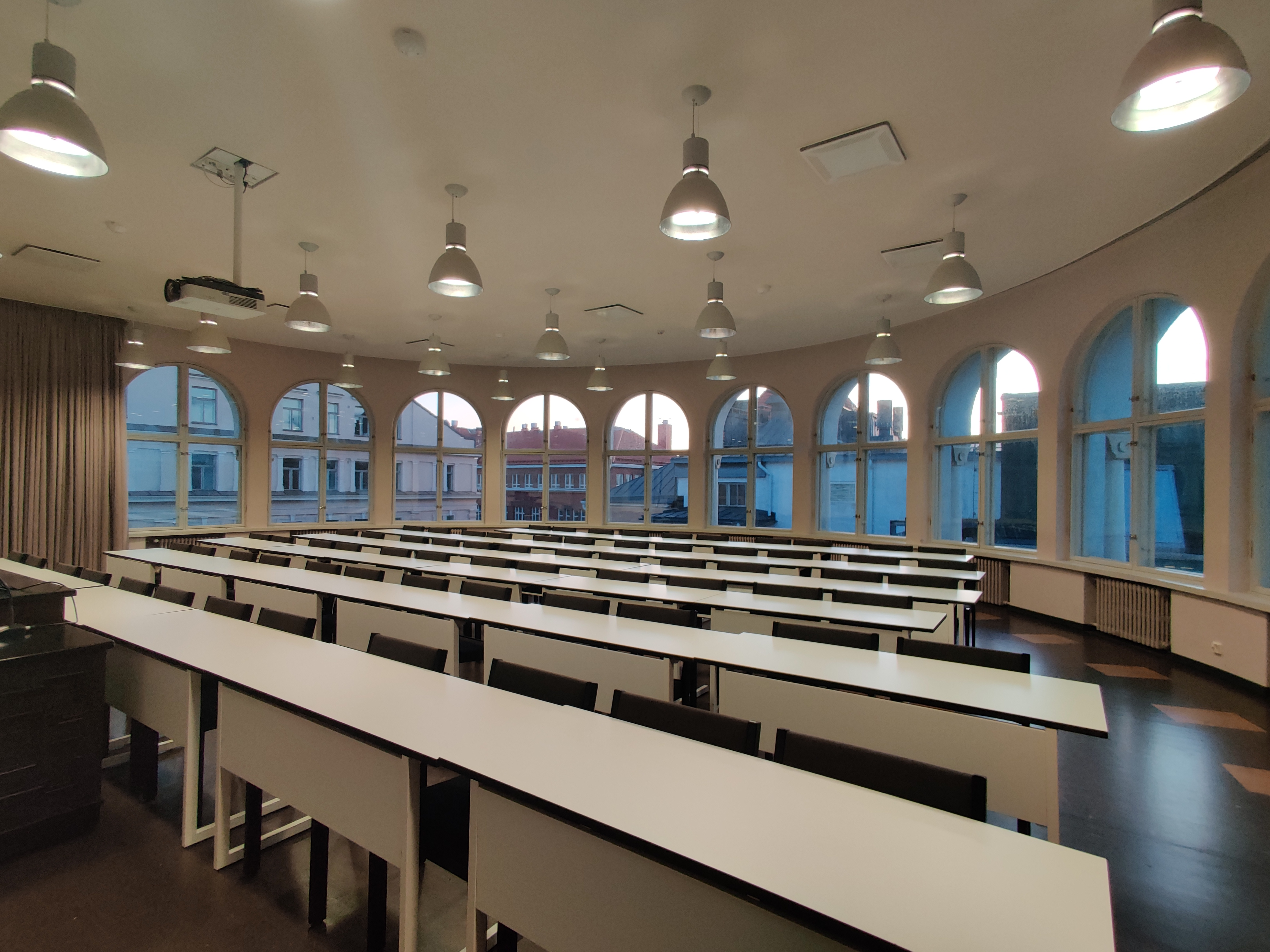
Salle de cours.
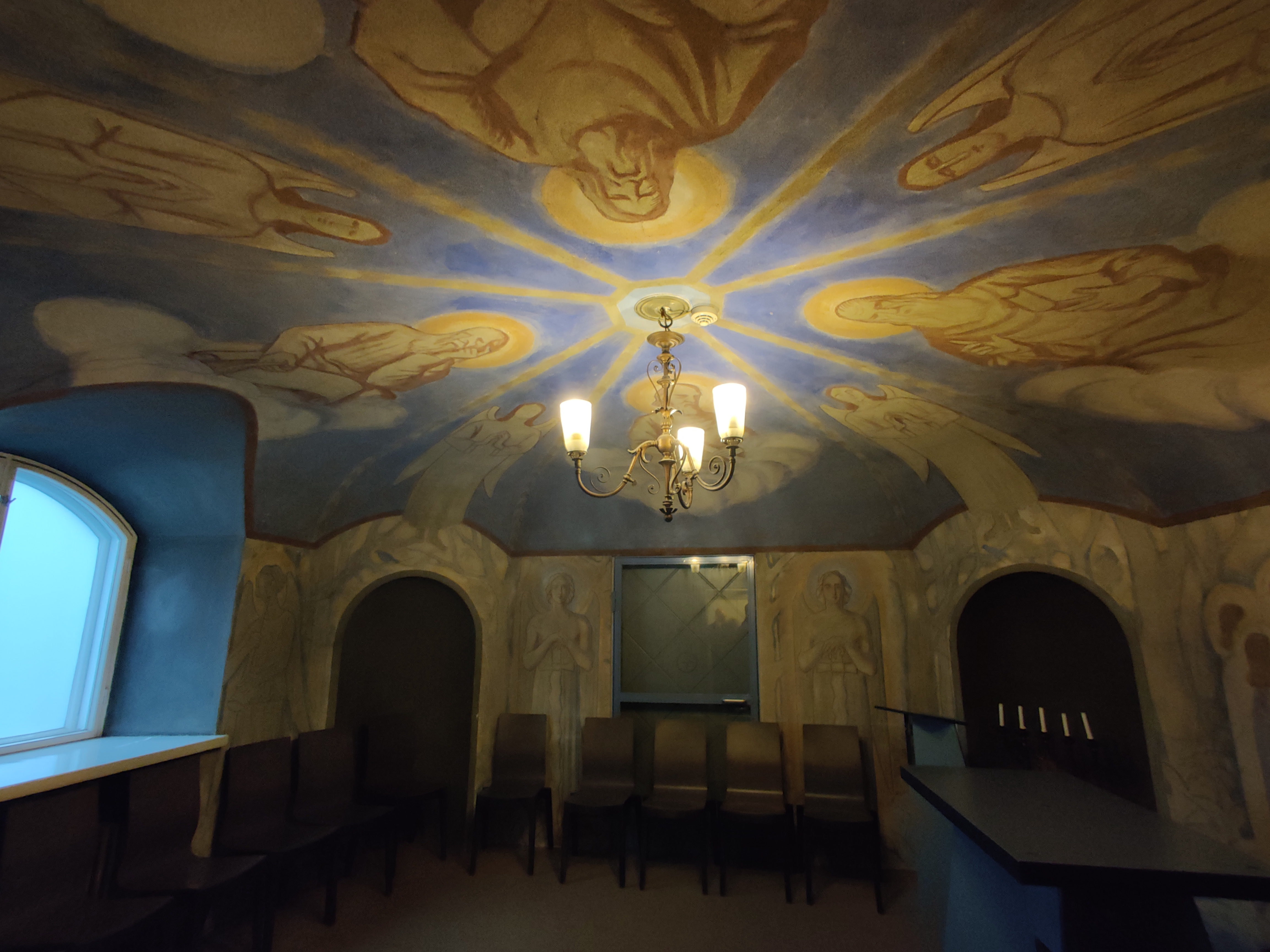
Chapelle.
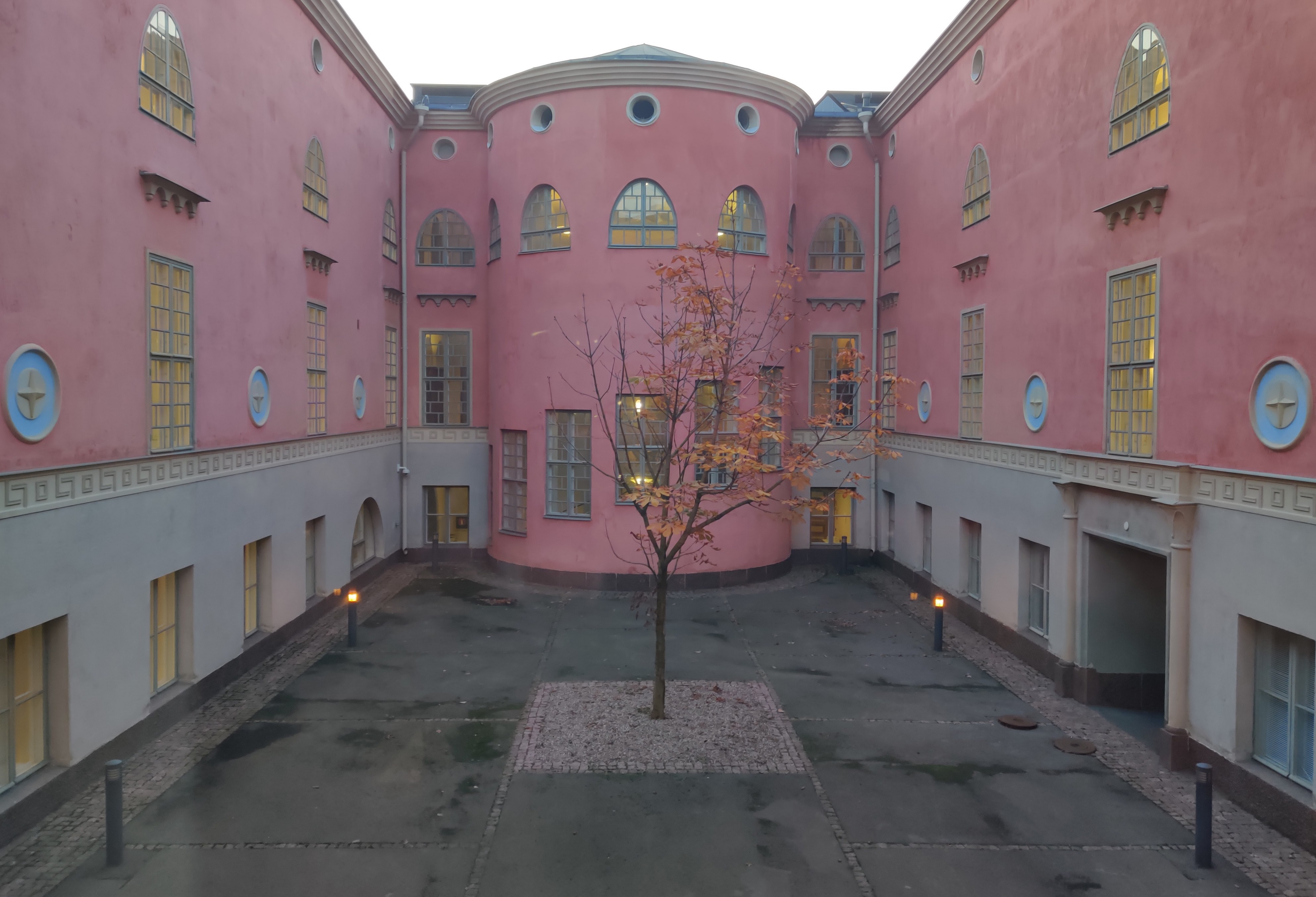
Cours intérieure.

### Liens  externes
- Helsingin yliopiston uusi anatoominen laitos, Kansan kuvalehti, 03.01.1930, nro 1, s. 16, Kansalliskirjaston digitaaliset aineistot